# ワルグラ語
ワルグラ語は、ベルベル語の一種で、北部ベルベル諸語のゼナタ諸語のムザブ・ワルグラ諸語に属す言語である。アルジェリアのワルグラ県のワルグラとングサのオアシス都市で話されている。1987年には1万人の話者が存在したが、エスノローグの調査によると1995年時点で5000人しかいなかったという。ワルグラ方言とングサ方言の間にはいくつかの違いが存在するが、アト・ブラヒム、アト・シシン、アト・ワッギンの3部族間における言語差は小さい。

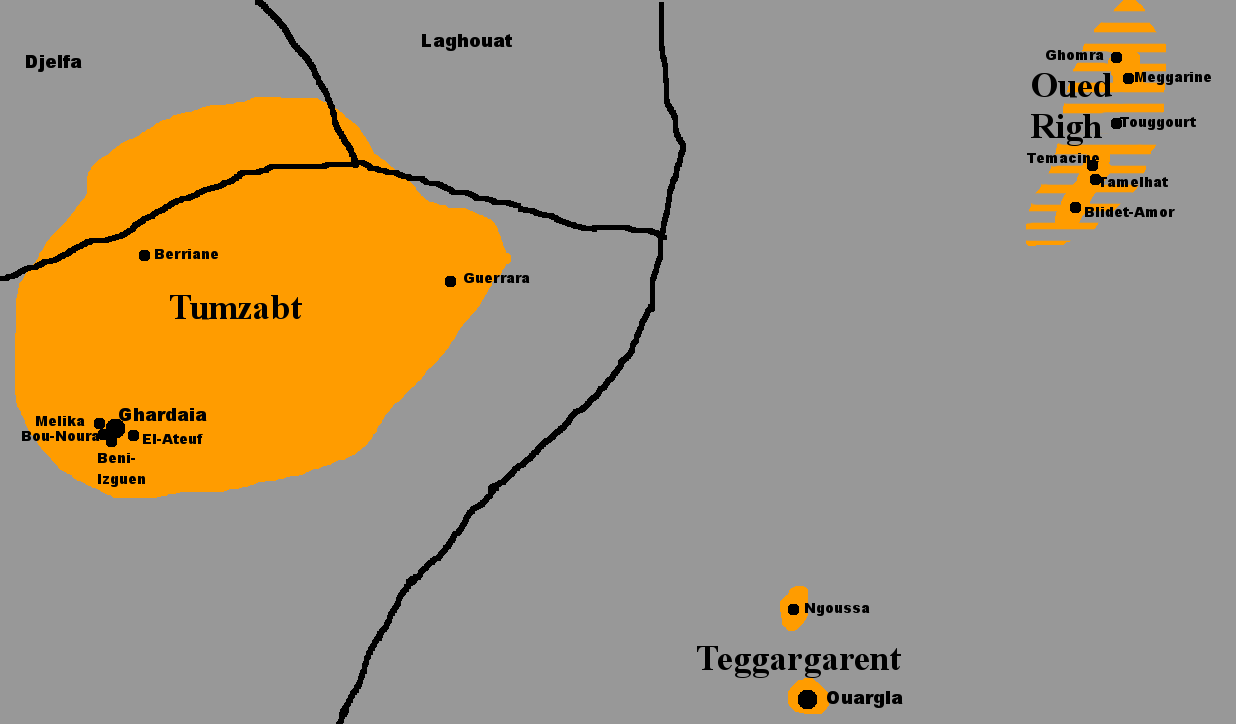
2ヶ所の南の橙色の部分がワルグラ語の分布

## 参照
1. ↑  Ouargli at Ethnologue (17th ed., 2013)
2. ↑  Delheure 1987:1
3. ↑  http://www.ethnologue.com/show_language.asp?code=oua
4. ↑  Delheure 1987:2